# Парадокс Белла
Парадокс Белла — один з відомих релятивістських парадоксів спеціальної теорії відносності, пов'язаний з неможливістю визначення поняття « абсолютно твердого тіла» у просторі-часу теорії відносності. У найвідомішому варіанті самого Белла парадокс виникає при розгляді уявного експерименту, де йдеться про два космічних кораблі, що прискорюються в одному і тому ж напрямку і максимально натягнуту струну що їх з'єднує (один корабель летить строго попереду іншого, тобто прискорення направлено вздовж струни). Якщо кораблі почнуть синхронно прискорюватися, то в супутній кораблям системі відліку відстань між ними почне збільшуватися і струна розірветься. З іншого боку, в системі відліку, в якій кораблі спочатку були нерухомими, відстань між ними не збільшується, і тому струна розірватися не повинна. Яка точка зору правильна? Відповідно до теорії відносності, перша — розрив струни.
Хронологічно перша згадка парадоксу міститься в роботі Е. Девана і М. Берана 1959 року, які розглядали результат подібного уявного експерименту як підтвердження реальності релятивістського скорочення тіл.

## Уявний експеримент Белла
У версії Белла два космічні кораблі, спочатку є нерухомими щодо деякої інерціальної системи відліку (ІСВ), з'єднуються натягнутою струною до межі. У нульовий момент часу за годинниками відповідних ІСВ обидва кораблі починають прискорюватися з постійним власним прискоренням {\displaystyle g}, вимірюваним проводиться розміщеними на борту кожного корабля акселерометрами. Питання полягає в тому, чи розірветься струна, тобто чи збільшиться відстань між кораблями?
Згідно з думкою Белла і Берана, в системі відліку, в якій спочатку кораблі були нерухомими, відстань між ними буде залишатися незмінною, але довжина струни буде відчувати релятивістське скорочення, так що в певний момент часу струна розірветься.
Проти такого вирішення проблеми були висунуті заперечення, які потім, у свою чергу, були піддані критиці. Наприклад, Пол Норокі (англ. Paul Nawrocki) припускав, що струна не повинна розірватися, в той час як Едмонд Деван (англ. Edmond Dewan) захищав свою вихідну точку зору у роботі-відповіді Белл писав, що він зустрів стриманий скептицизм «одного відомого експериментатора» у відповідь на свій виклад парадоксу. Для того, щоб вирішити суперечку, була проведена неформальна нарада теоретичного відділу ЦЕРНу. Белл стверджує, що «чіткою загальною думкою» відділу стало визнання того, що струна не повинна розірватися. Далі Белл додає: «Звичайно, багато людей, що одержали спочатку неправильну відповідь, дійшли до вірної шляхом подальших міркувань». Пізніше, в 2004 році, Мацуда і Кіносіта писали, що опублікована ними в японському журналі робота, яка містить незалежно перевідкритий варіант парадоксу, була сильно розкритикована. Автори, проте, не дають посилань на критичні праці, стверджуючи тільки, що вони були написані японською мовою.

## Аналіз
Надалі в аналізі будемо розглядати космічні кораблі як точкові тіла і розглядати тільки довжину струни. Аналіз відноситься до випадку, коли кораблі заглушують двигуни після деякого проміжку часу {\displaystyle T}. Будуть використовуватися галілеєві координати у всіх інерціальних системах відліку.

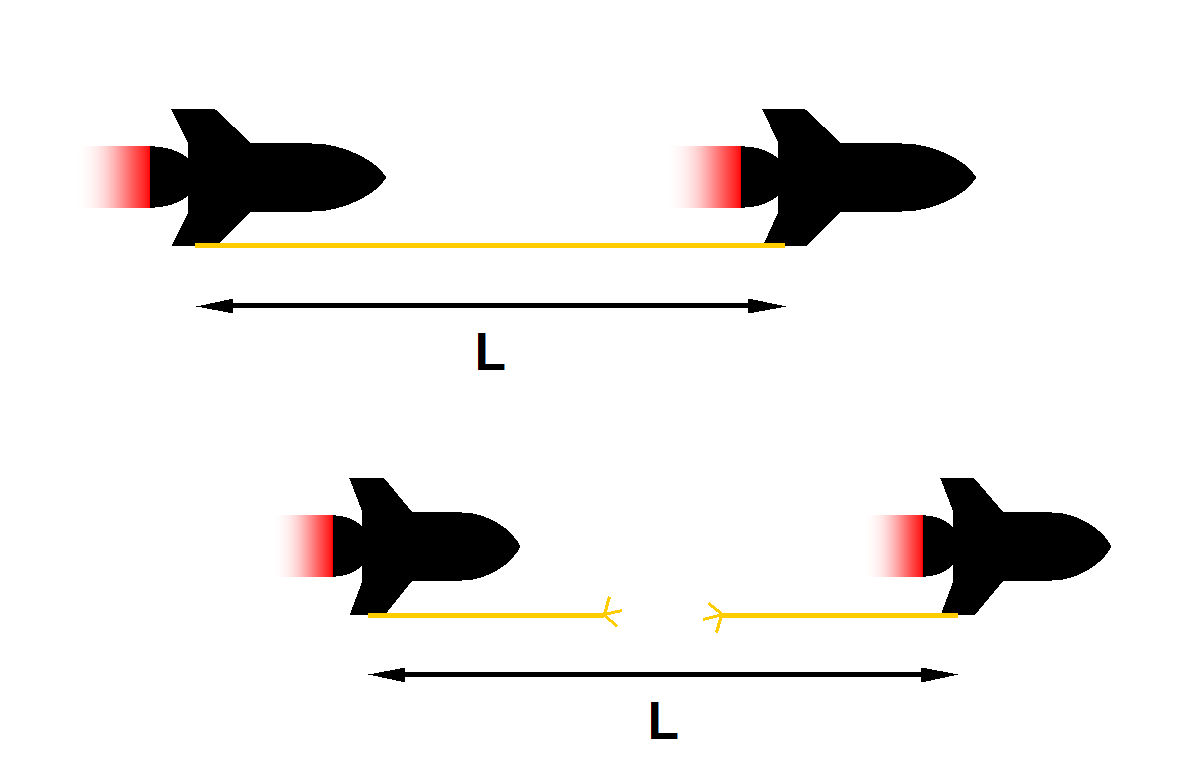
Розрив струни між кораблями, які починають рухатися з прискоренням.

Відповідно до викладом Девана і Берана, а також Белла, в системі відліку «стартових майданчиків» (щодо якої кораблі були нерухомими до початку роботи двигунів і яку ми будемо називати СВ {\displaystyle S}) відстань між кораблями {\displaystyle A} і {\displaystyle B} — {\displaystyle L}, має залишатися постійною «за визначенням».
Це можна проілюструвати наступним чином. Зсув кораблів щодо своїх вихідних позицій — уздовж осі {\displaystyle X} СВ {\displaystyle S} — як функція часу може бути записана у вигляді {\displaystyle f(t)}. Ця функція, взагалі кажучи, залежить від функції тяги двигунів, але важливо, що вона однакова для обох космічних кораблів. Тому положення кожного корабля як функція часу буде:
{\displaystyle x_{A}=a_{0}+f(t),\quad x_{B}=b_{0}+f(t),}
де
{\displaystyle f(t)} при {\displaystyle t<0} дорівнює 0 і неперервна при всіх значениях {\displaystyle t};
{\displaystyle x_{A}} — положення ({\displaystyle x}-координата) корабля {\displaystyle A};
{\displaystyle x_{B}} — положення ({\displaystyle x}-координата) корабля {\displaystyle B};
{\displaystyle a_{0}} — положення корабля {\displaystyle A} при {\displaystyle t=0};
{\displaystyle b_{0}} — положення корабля {\displaystyle B} при {\displaystyle t=0}.
З цього {\displaystyle x_{A}-x_{B}=a_{0}-b_{0}\,} що є постійною величиною, яка не залежить від часу. Такий аргумент справедливий для всіх типів синхронного руху.
Таким чином, знання детального виду {\displaystyle f(t)} не є необхідним для подальшого аналізу. Відзначимо, однак, що форма {\displaystyle f(t)} для постійного власного прискорення відома (див. гіперболічний рух).
Розглядаючи просторово-часову діаграму (зверху праворуч), можна помітити, що космічні кораблі припинять прискорюватися в подіях {\displaystyle A'} і {\displaystyle B'}, які одночасно в СВ {\displaystyle S}. Очевидно також, що ці події не одночасно в СВ, супутньої кораблям. Це є прикладом відносності одночасності.
З попереднього ясно, що довжина лінії {\displaystyle A'B'} дорівнює довжині {\displaystyle AB}, яка, у свою чергу, збігається з початковим відстанню {\displaystyle L} між кораблями. Також очевидно, що швидкості кораблів {\displaystyle A} і {\displaystyle B} у СВ {\displaystyle S} після закінчення фази прискореного руху рівні {\displaystyle v}. Нарешті, власна відстань між космічними кораблями {\displaystyle A} і {\displaystyle B} після закінчення фази прискореного руху буде дорівнює відстані в супутній ІСВ та рівною довжині лінії {\displaystyle A'B''}. Ця лінія є лінією постійного {\displaystyle t'} — тимчасової координати супутньої системи відліку, яка пов'язана з координатами в СВ {\displaystyle S} перетвореннями Лоренца:
{\displaystyle t'={\frac {\left(t-vx/c^{2}\right)}{\sqrt {1-v^{2}/c^{2}}}}.}
{\displaystyle A'B''} являє собою лінію, взяту одночасно щодо СВ космічних кораблів, тобто — для них — чисто просторову. Оскільки, інтервал є інваріантом щодо перетворень СВ, можна обчислити його в будь-якій зручній системі відліку, в даному випадку в {\displaystyle S}.
Математично через координати в СВ {\displaystyle S} вищевикладені міркування записуються так:
{\displaystyle t_{B'}=t_{A'}\,,}
{\displaystyle x_{B}-x_{A}=x_{B'}-x_{A'}=L\,,}
{\displaystyle x_{B''}-x_{B'}=v\left(t_{B''}-t_{B'}\right),}
{\displaystyle t_{B''}-{\frac {v}{c^{2}}}x_{B''}=t_{A'}-{\frac {v}{c^{2}}}x_{A'}\,,}
{\displaystyle {\overline {A'B''}}={\sqrt {\left(x_{B''}-x_{A'}\right)^{2}-c^{2}\left(t_{B''}-t_{A'}\right)^{2}}}\,.}
Вводячи допоміжні змінні
{\displaystyle H=t_{B''}-t_{B'}=t_{B''}-t_{A'}\,,}
{\displaystyle W=x_{B''}-x_{B'}\,,}
і відмічаючи, що
{\displaystyle W+L=x_{B''}-x_{B'}+x_{B'}-x_{A'}=x_{B''}-x_{A'}\,,}
можна переписати рівняння як
{\displaystyle W=vH\qquad H={\frac {v}{c^{2}}}\left(W+L\right)\qquad {\overline {A'B''}}={\sqrt {\left(W+L\right)^{2}-c^{2}H^{2}}}}
і вирішити його:
{\displaystyle {\overline {A'B''}}={\frac {L}{\sqrt {1-\displaystyle {\frac {v^{2}}{c^{2}}}}}}.}
Отже, при описі в супутній системі відліку відстань між кораблями збільшується в {\displaystyle \gamma =1/{\sqrt {1-v^{2}/c^{2}}}} разів. Оскільки струна не зможе так розтягнутися, вона порветься.
Белл відзначив, що релятивістське скорочення тіл, так само як і відсутність скорочення відстаней між космічними кораблями в розглянутому уявному експерименті, можна пояснити динамічно, використовуючи рівняння Максвелла. Спотворення міжмолекулярних електромагнітних полів викликає скорочення рухомих тіл — або напруги в них, якщо запобігати їх скороченню. Але між кораблями ці сили не діють.

## Контекст і споріднені проблеми
Парадокс Белла дуже рідко згадується в друкованих підручниках з теорії відносності, але іноді описується в інтернет-курсах.
Більш часто в підручниках і монографіях згадується еквівалентна задача Макса Борна про жорсткий рух. Замість питання про відстань між кораблями з однаковим прискоренням, дана проблема стосується питання про необхідне для другого корабля прискорення для збереження постійної відстані між кораблями в їх супутній системі відліку. Прискорення повинні бути, взагалі кажучи, різними. Щоб два космічні кораблі, які спочатку були нерухомими в деякій ІСВ, зберігали постійною відстань один від одного, передній корабель повинен мати нижче власне прискорення

(див. також координати Ріндлера).
Близькоспорідненим завданням є також проблема синхронізації годинників на однаково прискорених кораблях, яку розібрав 1907 року Ейнштейн. Вона привела його до ідеї про гравітаційне червоне зміщення та гравітаційне сповільнення часу.